# Alberto Pinzón Sánchez
Alberto Pinzón Sánchez (Bogotá; 1945) es un médico, antropólogo y ensayista colombiano. 
Participó en los diálogos de paz entre el gobierno de Andres Pastrana y la guerrilla de las Fuerzas Armadas Revolucionarias de Colombia - Ejército del Pueblo (FARC-EP) como integrante de la Comisión de Notables que dio recomendaciones a ambas partes para intentar continuarlos. Fue crítico del gobierno de Álvaro Uribe. Exiliado en Europa, Pinzón escribe para la Agencia de Noticias Nueva Colombia (ANNCOL) y tiene un blog sobre procesos de paz y con opiniones de columnistas sobre las FARC-EP y el conflicto armado interno colombiano.

## Trayectoria
Nacido en la ciudad de Bogotá en 1945, Pinzón se graduó como antropólogo de la Universidad Nacional de Colombia y como médico cirujano de la Universidad de Caldas. Durante sus años como estudiante se vinculó al movimiento estudiantil universitario. Sin embargo. su experiencia laboral la dedicó al campo de la salud, en el que ha publicado varios libros. Fue profesor universitario y director de la Cátedra Especial Simón Bolívar de la Universidad Incca de Colombia.

### Comisión de Personalidades (Comisión de Notables)
El 11 de mayo de 2001, la Mesa de Diálogo y Negociación conformada por negociadores del gobierno colombiano y miembros de las FARC-EP creó una comisión con el propósito de "formular recomendaciones para acabar con los paramilitares y disminuir la intensidad del conflicto". La Comisión de Notables tenía como objetivo desarrollar el Acuerdo de Los Pozos del pasado 9 de febrero. La Mesa de Negociación le pidió a la Comisión de Notables preparar en 90 días un informe confidencial con las conclusiones. La Mesa de Diálogo nombró a Pinzón junto a Vladimiro Naranjo, Carlos Lozano Guillén y Ana Mercedes Gómez. La Mesa de Diálogo también designó a un negociador de cada bando para que se verificara el uso correcto de la zona de distensión; Luis Fernando Criales por el gobierno y Simón Trinidad por las FARC-EP.
También participó como notable en los diálogos de paz entre el gobierno Pastrana y el ELN. El 11 de enero de 2002, los representantes del Gobierno, voceros del ELN y los integrantes de la Comisión de Personalidades o de "Notables", se reunieron en La Habana, Cuba para analizar documento de recomendaciones. En representación del Gobierno asistieron el Alto Comisionado para la Paz Camilo Gómez, Gustavo Villegas, Juan Ricardo Ortega y el embajador de Colombia ante Cuba, Julio Londoño. En representación del ELN, estuvieron "Ramiro Vargas", "Milton Hernández" y "Oscar Santos", mientras que por la Comisión de Notables, Vladimiro Naranjo y Alberto Pinzón.

### Presunta propuesta de Paz
En agosto de 2007, el Comisionado de Paz Luis Carlos Restrepo aseguró que Pinzón había entregado una propuesta de paz de la guerrilla de las FARC-EP al gobierno del presidente Álvaro Uribe. Pinzón desmintió esa versión en un comunicado enviado a Colombia desde el exilio.

"Primero que todo quiero aclarar que no soy militante de las FARC y que jamás he presentado una propuesta de paz a nombre del alto mando de las FARC ni he sido utilizado por esa guerrilla para hacer algún planteamiento en materia de paz (...) Esa propuesta es la misma que presentamos en la mesa de negociación en el Caguán y recuerdo que tanto el Gobierno de entonces como las FARC quedaron en hacerla parte del estudio".